# Tiago Mendes
Tiago Cardoso Mendes (* 2. května 1981, Viana do Castelo, Portugalsko) je bývalý portugalský fotbalový záložník a reprezentant, od roku 2011 působil v klubu Atlético Madrid. Dne 21. května 2017 hrál svůj poslední zápas v kariéře a zároveň poslední zápas na stadionu Estadio Vicente Calderón.[zdroj?] Hrál na postu středního záložníka.
Po skončení aktivní kariéry začal v rodném Portugalsku s kariérou trenéra. Na konci července 2020 se stal trenérem klubu Vitória SC Guimarães.

## Klubová kariéra
- SC Vianense (mládež)
- Âncora Praia (mládež)
- SC Braga (mládež)
- SC Braga 1999–2002
- SL Benfica 2002–2004
- Chelsea FC 2004–2005
- Olympique Lyonnais 2005–2007
- Juventus FC 2007–2011
- →  Atlético Madrid (hostování) 2010–2011
- Atlético Madrid 2011–2017

## Reprezentační kariéra
Mendes odehrál 21 zápasů za portugalskou reprezentaci do 21 let.
Celkově za portugalský národní výběr odehrál 66 zápasů a vstřelil v něm 3 branky (k 8. 10. 2015). Zúčastnil se EURA 2004 v Portugalsku, MS 2006 v Německu a MS 2010 v Jihoafrické republice.